# Roadless
|  | Denne artikel er oprettet af botten PalnaBot ud fra en ekstern database. Den kan derfor have sproglige fejl eller mangler. Denne skabelon kan fjernes efter kontrol af indholdet. |

Roadless er en film instrueret af Mark Andersen.

## Handling
En lyrisk billed illustrerende poesivideo med udgangspunkt i vejløsheden alle konfronteres med i livet. Der tegnes/vises også situationer om, hvorfor denne vejløshed opstår. Et dystert deprimerende billede af vores verden, men samtidig også realistisk.